# Dorfkirche Groß Machnow

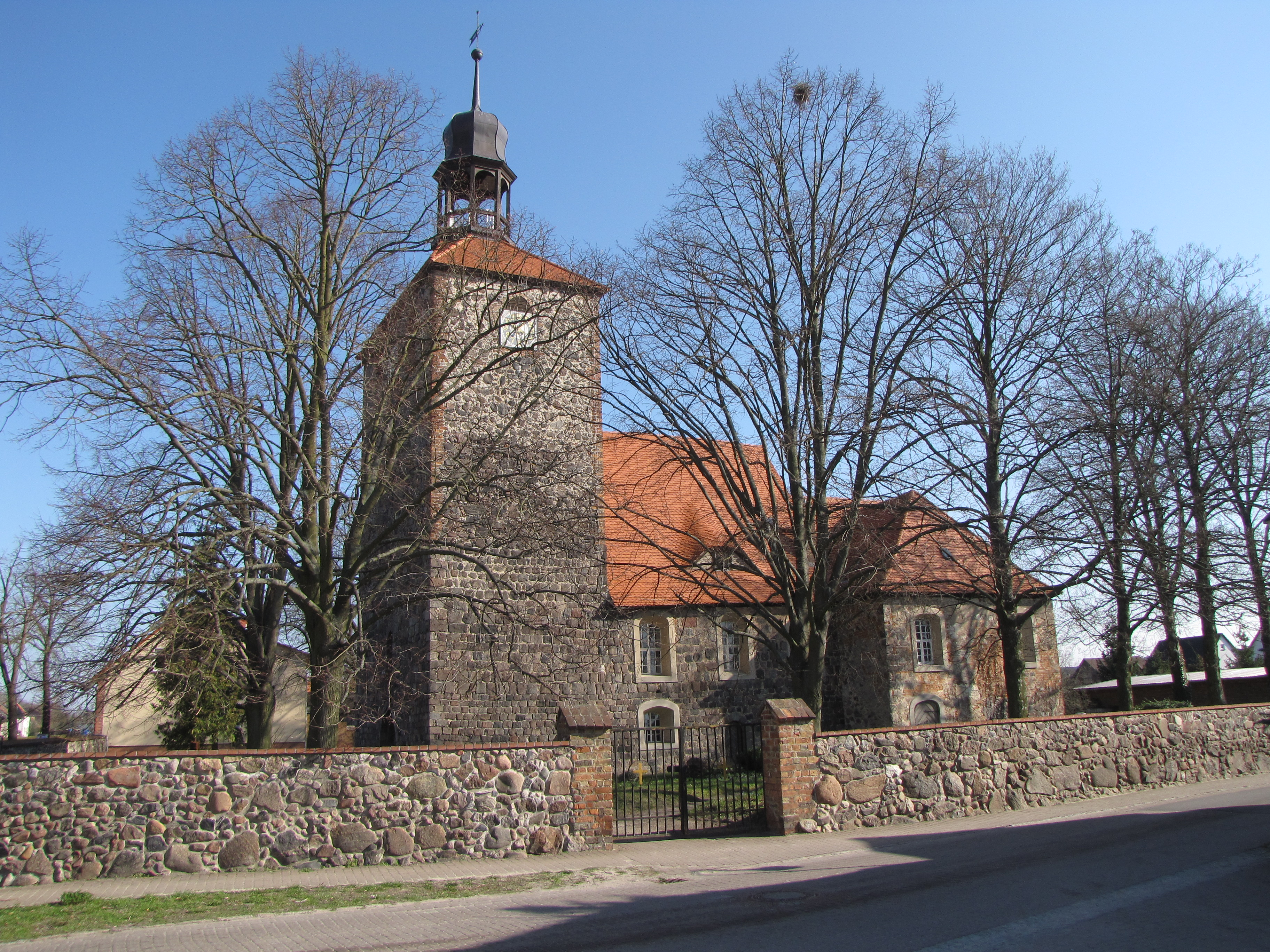
Dorfkirche in Groß Machnow

Die evangelische Dorfkirche Groß Machnow ist eine Feldsteinkirche aus dem 13. Jahrhundert in Groß Machnow, einem Ortsteil der Gemeinde Rangsdorf im Landkreis Teltow-Fläming in Brandenburg.

## Geschichte
Handwerker errichteten in der ersten Hälfte des 13. Jahrhunderts aus Feldsteinen zunächst den eingezogenen und in seinem Grundriss quadratischen Chor mit einer Priesterpforte an der Nordseite sowie zwei romanischen Fenstern. Anschließend bauten sie die runde Apsis mit einer Dreifenstergruppe. Nach einer Unterbrechung entstanden vermutlich im dritten Viertel des 13. Jahrhunderts das Kirchenschiff mit einem Nord- und einem Südportal sowie der querrechteckige Westturm, der im 14. oder 15. Jahrhundert in zwei Bauabschnitten aufgestockt wurde. Im 15. Jahrhundert kam die südliche Patronatsloge sowie eine Gruft hinzu. Zu einem späteren Zeitpunkt wurden die zuvor spitzbogenförmigen Fenster barock überformt, indem sie flachbogig vergrößert wurden. Gleichzeitig erhöhte die Kirchengemeinde die Patronatsloge. Theo Engeser und Konstanze Stehr vermuten, dass dies im Jahr 1699 im Zusammenhang mit einer Sanierung des Turms sowie des Altars erfolgte. 1827 wurde die vermutlich rechteckige Gruft quadratisch überformt; 1950 erfolgte der Abriss. In den Jahren 1964 bis 1966 und im Jahr 1985 führte die Kirchengemeinde Restaurierungsarbeiten durch. 2000 wurde der Turmaufsatz rekonstruiert.

## Architektur

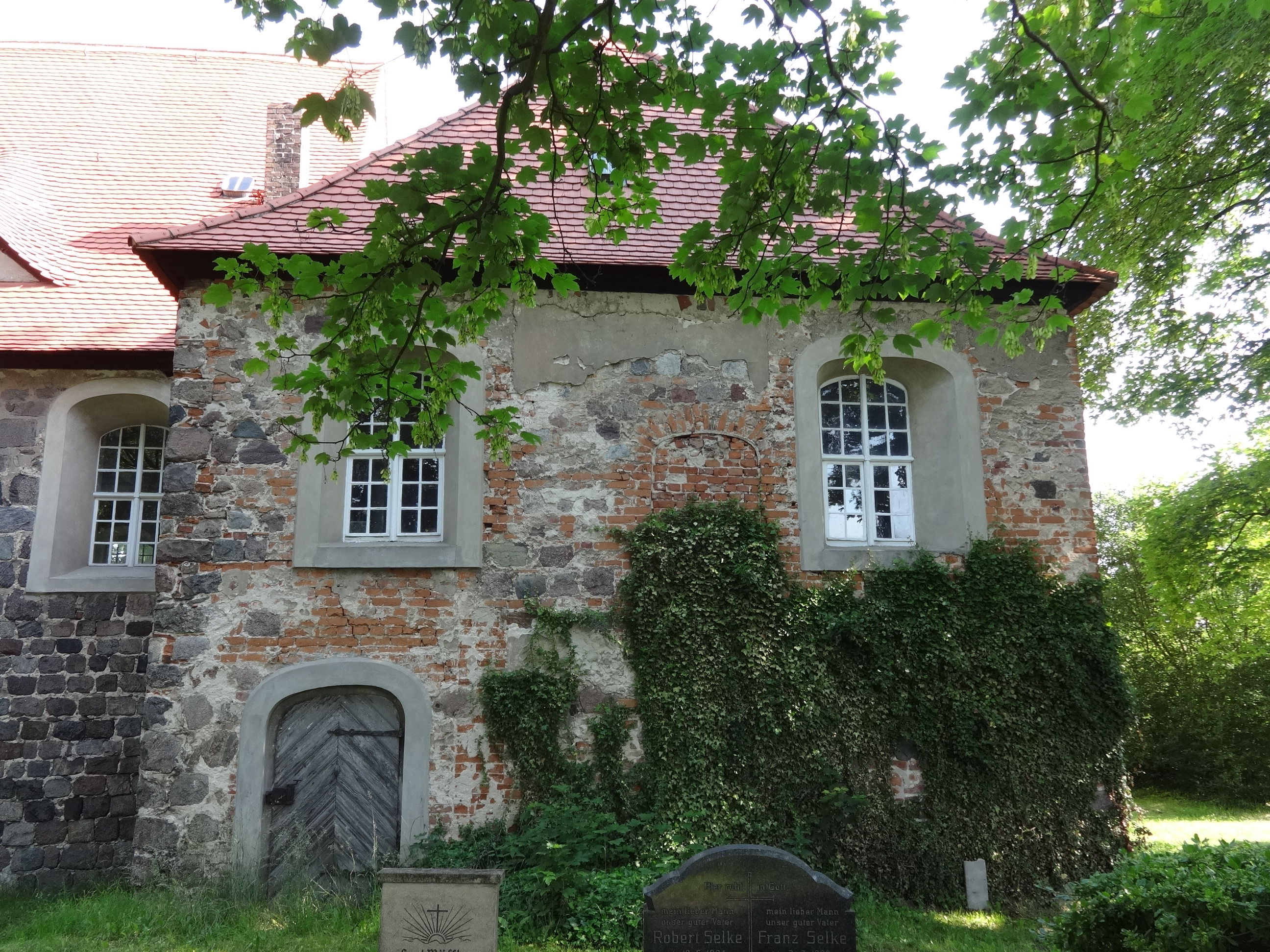
Barocker Anbau

Apsis, Kirchenschiff und der untere Teil des Kirchturms wurden aus gleichmäßig behauenen Feldsteinen errichtet. Das Schiff hat einen quadratischen Grundriss mit den Abmessungen 10,80 mal 10,80 Meter. Der östliche Giebel wurde aus Mauersteinen errichtet. Es folgt der Chor mit einer Länge von 8,05 Metern und 8,10 Metern Breite. Sein Innenmaß beträgt 6,10 mal 7 Meter. Am Chor sind zwei bienenkorbförmige Fenster erhalten geblieben. An seiner südlichen Wand befindet sich eine zweigeschossige, barocke Patronatsloge, die nach Osten hin über die Länge des Chors hervorspringt. Die Fenster sind hier, wie auch am übrigen Bauwerk, mit großen, hell verputzten Faschen versehen, die die Form hervorheben. Die Loge selbst wurde aus einem rund 80 cm starken Mischmauerwerk errichtet, das aus unregelmäßig angeordneten Feldsteinen und großformatigen Ziegeln besteht. Links neben der Loge ist ein kleines, zugesetztes und rundbogenförmiges Portal erkennbar. Die oberen zwei Drittel des Westturms wurden spätgotisch ausgeführt. Die Steine sind in diesem Bereich nur kaum behauen und ungeschichtet, die Zwischenräume mit Mauersplittern verfüllt. Auffällig ist jedoch, dass die Ecken aus rötlichem Mauerstein errichtet wurden und damit die Form des mächtigen Turms nochmals betonen. Er kann durch ein spitzbogenförmiges, zweifach abgetrepptes Stufenportal an seiner Westseite betreten werden und hat eine Grundfläche von 6,7 × 10,80 Metern. Auf der Ost- und Westseite sind je drei, an der Nord- und Südseite je eine Klangarkade vorhanden. Daran schließt sich eine geschweifte Turmhaube mit Turmkugel und Wetterfahne an.
Die Dächer von Kirchenschiff und Chor sind als Satteldächer ausgeführt, während die Apsis mit einem Halbkegeldach und die Patronatsloge mit einem Walmdach versehen ist. Alle Dachflächen wurden mit Biberschwanz eingedeckt.

## Ausstattung
Der Altaraufsatz stammt aus dem Jahr 1699 und zeigt in seiner mit seitlichen Wappen geschmückten Predella das Abendmahl Jesu. Im Hauptbild ist zwischen Weinlaubsäulen, Putten und Akanthuswangen die Kreuzigung Christi zu sehen. Der Aufsatz zeigt die Grablegung Jesu; darüber ist in einem gesprengten Giebel der Auferstandene zu sehen. Aus derselben Zeit stammt auch die hölzerne Kanzel mit einem polygonalen Korb, Ecksäulen und Bildern Christi sowie der vier Evangelisten. Die Konstruktion wird von einer Skulptur getragen, die Simon Petrus zeigt. Am Aufgang sind Bilder der Tugenden Fides (Glaube) und Caritas (Liebe) angebracht. Experten aus dem Dehio vermuten, dass Spes (Hoffnung), die dritte der theologischen Tugenden, bei einem nachträglichen Einbau der mit einem Gemälde von Moses verzierten Kanzeltür entfernt wurde. Oberhalb des Korbs hängt ein Bild aus dem 17. Jahrhundert, das Jesus als guten Hirten zeigt.
Die Hufeisenempore wurde 1690 errichtet. Sie ist mit Bildern Jesu und der zwölf Apostel in den Kassetten verziert. An der Südseite des Chors befindet sich eine barocke Patronatsloge, deren Öffnungen im 19. Jahrhundert erweitert wurden. Ein steinernes Epitaph erinnert an den preußischen General der Infanterie Otto von Schlabrendorf, der 1721 auf seinem Gut in Groß Machnow verstarb. Das Epitaph ist mit Marmorfiguren verziert, darunter ein Prunksarg, vor dem Fama, die Gottheit des Ruhmes in der römischen Mythologie, sitzt. Vier Lehnsessel stammen aus der Mitte des 18. Jahrhunderts. In der Vorhalle befindet sich ein hölzerner Opferstock aus dem 15. Jahrhundert.
Die Orgel wurde 1863 von Carl Ludwig Gesell erbaut. Sie hat 9 Register, verteilt auf ein Manual und Pedal. Sie ersetzte ein Positiv aus den Jahren 1761/62, das ab ca. 1730 nicht mehr spielbar war. 1917 mussten die Zinn-Prospektpfeifen abgegeben werden, 1922 wurden sie durch Zinkpfeifen ersetzt. Die Gesell-Orgel wurde 1934 und 1937 durch die Fürstenwalder Orgelbauer Gebrüder Teschner und 1985 von dem Berliner Orgelbauer Alexander Zwirner instand gesetzt.
Der Sakralbau ist in seinem Inneren flach gedeckt und mit längs verlaufenden Holzbalken abgestützt. Zwischen dem Turm und dem Kirchenschiff ist ein spitzbogenförmiger Verbindungsbogen vorhanden, während der Triumphbogen entfernt wurde. Der Bogen in der Apsis ist rund.